# Anthophora libyphaenica
Anthophora libyphaenica là một loài Hymenoptera trong họ Apidae. Loài này được Gribodo mô tả khoa học năm 1893.